# Panlogismus
Panlogismus (gr. pan: alles; gr. logos: Vernunft) ist eine metaphysische Theorie, nach der die Vernunft bzw. der Logos ein allgemeines Merkmal der Wirklichkeit ist (All-Vernunft-Lehre). Ansätze des Panlogismus finden sich bereits etwa in der Ideenlehre Platons. Explizit ausgearbeitet ist er jedoch erst bei Johann Gottlieb Fichte und später bei Georg Wilhelm Friedrich Hegel, nach denen alles Wirkliche vernünftig ist.
Dogmatische panlogistische Theorien stehen vor dem Problem, klarmachen zu müssen, in welchem Sinn alles Wirkliche vernünftig ist. Dies scheint insbesondere dann nur schwer vorstellbar, wenn man einen Panpsychismus vermeiden will, also die These, dass alles Wirkliche Bewusstsein habe. Die Zuschreibung von Vernunft scheint nämlich die Zuschreibung von Bewusstsein vorauszusetzen.
Dieses Problem besteht nicht, wenn der Panlogismus im Sinne eines transzendentalen Idealismus verstanden wird. Dass das Wirkliche vernünftig ist, heißt dann nicht, dass alles Vernunft hat, sondern dass die Vernunft alles hat. Es kann also keine Wirklichkeit, auch keine unvernünftige, geben, außer für eine Vernunft, die diese Wirklichkeit erfasst und für die diese Wirklichkeit wirklich ist. 
Der Panlogismus ist eine Theorie, die vielen Missverständnissen ausgesetzt ist, die sich an beide Hälften des Worts heften: Es wird oft missverstanden, was seine Vertreter unter Vernunft, und auch, was sie unter Allem, also unter der Wirklichkeit verstehen. Schon Fichte hat deshalb darauf hingewiesen, dass die gängigen Widersprüche nicht seine Philosophie, sondern eine Position treffen, die er gar nicht vertrat, nämlich den unhaltbaren subjektiven Idealismus. 